# Mordacchia (araldica)
In araldica, la mordacchia compare raramente e quasi esclusivamente nell'araldica francese del dipartimento dell'Ain. Nell'araldica anglofrancese esiste una distinzione tra le coppie di termini moraille/barnacle e broie/hempbreak.

Morailles/barnacle
Broyes/hempbreak
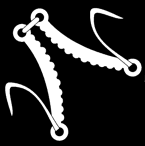
Broyes/hempbreak
D'azzurro, a tre mordacchie (broyes) d'oro (Broyes, Francia)
D'azzurro, a tre mordacchie d'oro ordinate in palo; al capo d'argento, caricato da un leone nascente di rosso (Gex, Francia)
D'azzurro, a tre mordacchie d'oro, ordinate in palo; al capo d'armellino, caricato da un leone nascente di rosso, coronato d'oro (blasone di Jean de Joinville)